# Bijeli pokrivni pigment
Bijeli pokrivni pigment ili bijeli pigment je pigment s povoljnim optičkim svojstvima i s velikom pokrivnom moći i koji se stoga u prvom redu upotrebljava za postizanje optičkih učinaka i zaštitnog djelovanja u lakovima i bojama (nalič) namijenjenim ličenju površine materijala, za razliku od pigmenata koji se upotrebljavaju kao punila i koji su također najčešće bijele boje. Među bijelima pokrivnim pigmentima ističe se titanijev dioksid (titan(IV) oksid), a sami ili s njim u smjesi upotrebljavaju se i cinkov oksid, cinkov sulfid, litopon te bazični olovo(II) karbonat.
| Bijeli pokrivni pigmenti            | Indeks loma n |
| ----------------------------------- | ------------- |
| Titanijev dioksid (anatas, rutil)   | 2,6 – 2,7     |
| Cinkov sulfid                       | 2,4           |
| Cinkov oksid (cinkovo bjelilo)      | 2,0 – 2,1     |
| Litopon                             | 1,8 – 2,1     |
| Olovo(II) karbonat (olovno bjelilo) | 1,8           |
| Barijev sulfat                      | 1,64          |

## Titanijevo bjelilo
Titanijev dioksid ili titanijev(IV) oksid (TiO2) je najvažniji bijeli pigment. Taj se titanijev spoj pojavljuje u tri kristalne modifikacije, rutil, anatas i brukit. U svim je modifikacijama atom titanija oktaedarski okružen sa 6 kisikovih atoma, dok je svaki kisikov atom okružen s 3 titanijeva atoma. Različiti međusobni položaji oktaedara i povezivanje vrhovima ili bridovima rezultira trima navedenim kristalnim modifikacijama. Rutil i anatas kristaliziraju tetragonski, a brukit rompski. Od tehničke su važnosti samo rutil i anatas. Rutil je termodinamički stabilniji od anatasa i veće je pokrivne moći, ali je sklon požućivanju, tako da se anatasom postiže čistija bijela boja. Tvrdoća titanijeva dioksida nije velika. Zbog veće gustoće i kompaktnijeg rasporeda atoma rutil je tvrđi od anatasa. Tako tvrdoća rutila prema Mohsu iznosi od 6,5 do 7, a tvrdoća anatasa je 5,5. 
Titanijev dioksid tali se na temperaturi višoj od 1 800 °C. Na običnim je temperaturama kemijski inertan, dakle otporan prema djelovanju vode, otapala i kemikalija, te potpuno neotrovan. Titanijev dioksid posjeduje izvanredna optička svojstva. Njegov je indeks loma svjetlosti najveći među bijelim pigmentima (2,7 za rutil i 2,55 za anatas), koji zadržava i nakon miješanja s vezivom u proizvodnji boja i lakova. Zbog toga se titanijev dioksid odlikuje velikim raspršivanjem svjetlosti, velikom pokrivnom moći i neprozirnošću. U kristalnom obliku može služiti i kao umjetni dragulj, ali nema veće vrijednosti jer se zbog male tvrdoće lako izgrebe. Svjetloća i ton boje titanijevog dioksida ovise o kristalnoj modifikaciji, njegovoj čistoći i veličini čestica, na što se može donekle utjecati izborom proizvodnog postupka. Za postizanje visokog sjaja važno je da su čestice titanijevog dioksida fino i ravnomjerno raspoređene u mediju u kojem se primjenjuju i koji treba obojiti. To se može postići snažnim mljevenjem i miješanjem, te modifikacijom površine pigmenta, to jest obradom pomoću nekih organskih reagensa. 
Dva su postupka proizvodnje titanijev dioksid, sulfatni i kloridni. Kao sirovina za sulfatni postupak služi ruda ilmenit ili titanijeva troska dobivena uklanjanjem željeza iz ilmenita. Ilmenit je složeni oksid, FeTiO3, koji osim osnovnih sastojaka, titanijeva dioksida (od 35 do 60 %) i željeznog oksida, sadrži i mnoge primjese. Velika nalazišta ilmenita široko su rasprostranjena po svijetu (Kanada, SAD, Indija, Mozambik, Južnoafrička Republika, Norveška, Rusija). Prema sulfatnom postupku sirovina se obrađuje koncentriranom sulfatnom kiselinom, nastali se sulfati otope u vodi i odijele od netopivog ostatka. U otopini zaostaje i trovalentno željezo, pa se reducira u dvovalentno i uklanja kristalizacijom. Hidrolizom se iz otopine taloži titanijev oksihidrat, filtracijom se odvoji, pere i zatim se prevodi u titanijev dioksid kalciranjem na temperaturi od 800 do 1 100 °C. Nastali anglomerat usitnjuje se konačno u mlinovima do optimalne veličine čestica. Za poboljšanje nekih svojstava pigmenta, u prvom redu otpornosti prema vodi i postojanosti na svjetlu, titanijev dioksid obrađuje se naknadno različitim solima, koje s površine njegovih čestica uklanjaju primjese teško topljivih, neobojenih anorganskih spojeva. 
U kloridnom postupku proizvodnje titanijevog dioksida kao sirovina služi uglavnom rutil TiO2. Velika ležišta rutila nalaze se u Egiptu, Kamerunu, Rusiji, Kanadi i Šri Lanki. Kloriranjem rutila na temperaturi od 800 do 1 200 °C u prisutnosti koksa nastaje titanijev tetraklorid TiCl4, iz kojeg se zatim različitim postupcima uklanjaju mnoge primjese. Pročišćeni titanijev tetraklorid oksidira se u smjesi s kisikom u titanijev dioksid, koji se izdvaja iz reakcijske smjese kao čisti pigment. U oba proizvodna postupka nastaju sporedni produkti, koji se mogu izolirati i korisno upotrijebiti. 
Stabilizacijom i površinskom obradom titanijevog dioksida proizvodi se danas oko 400 vrsta pigmenata, koji služe kao bijeli pokrivni pigmenti ili kao dodatak obojenim pigmentima za postizanje svjetlijih nijansi. Najveće količine titanijevog dioksida kao bijelog pigmenta troše se u proizvodnji boja i lakova za ličenje drva, metala i drugog. Upotrebljavaju se i u industriji plastičnih masa, posebno u proizvodnji ambalažnih neprozirnih folija. Titanijev dioksid apsorbira elektromagnetsko zračenje u ultraljubičastom području, pa štiti veziva i plastične mase od njegova razarajućeg djelovanja. Primjenjuje se i u proizvodnji tiskarskih boja za svjetlije nijanse obojenih pigmenata, u industriji papira za posebno bijele tanke papire, u tekstilnoj industriji za smanjenje sjaja umjetnih vlakana, u kozmetičkoj industriji u pripravi pudera, pasti, sapuna i slično, u keramičkoj industriji, za koju se upotrebljava titanijev dioksid većih čestica koji poprima svojstva pigmenta tek rekristalizacijom u pečenju, zatim za bojenje gume, za pripremu bijelog cementa i tako dalje. 

## Cinkovo bjelilo
Cinkov oksid ZnO je najvažniji tehnički spoj cinka, u prvom redu stoga što služi kao izvanredan bijeli pigment. U prirodi se pojavljuje kao mineral cinkit. Tehnički cinkov oksid je bijeli amorfni prah gustoće 5 600 kg/m3. Ponekad je onečišćen malim udjelom olova, željeza, kadmija ili sumpora, što može utjecati na njegova optička i druga svojstva. Cinkov oksid sublimira na oko 1 800 °C, a počinje isparavati već na 1 000 °C. Zagrijavanjem na temperaturu oko 500 °C oboji se svijetložuto, ali ta boja hlađenjem opet nestane. Ističe se izrazitom apsorpcijom ultraljubičastog zračenja. Netopiv je u vodi i organskim otapalima, ali je amfoternog karaktera, to jest otapa se u kiselinama i lužinama. 
U proizvodnji cinkovog oksida danas se primjenjuju tri postupka. Prema takozvanom francuskom ili indirektnom postupku, koji polazi od metalnog cinka, prevodi se u pare i oksidira, dobiva se vrlo čisti, bijeli cinkov oksid. Taj proizvod, cijenjen kao vrlo kvalitetan bijeli pigment, naziva se cinkovim bjelilom. U takozvanom američkom ili direktnom postupku kao sirovine služe cinkove rude ili njihov prženac, koji se prvo reducira, a zatim se izravno, bez izolacije metalnog cinka, oksidacijom dobiva cinkov oksid. Zbog toga taj proizvod sadrži male količine primjesa i malo je žućkast, pa se ocjenjuje kao pigment nešto slabije kvalitete. 
Neka svojstva proizvedenog cinkovog oksida, na primjer veličina čestica, neka optička ili kristalna svojstva, mogu se mijenjati i poboljšati naknadnom toplinskom obradom. Od cinkova bjelila se zahtijeva da sadrži najmanje 99% ZnO, dok udjel olovnih spojeva (preračunato na PbO) ne smije preći 0,4%. Na tržištu se kvaliteta cinkova bjelila razlikuje po takozvanim pečatnim oznakama, koje pokazuju na različit stupanj čistoće, veličine čestica, na kristalno stanje i tako dalje. Najkvalitetnije je cinkovo bjelilo s bijelim pečatom, zatim sa zlatnim, pa zelenim, dok je proizvod s crvenim pečatom najslabije kvalitete. Cinkov oksid dobiven američkim postupkom svrstava se u proizvod siromašan olovom (do 5,5% PbO) ili u proizvod bogat olovom (više od 5,5% PbO). 
Područje primjene cinkovog oksida vrlo je veliko. U industriji lakova i boja dugo je slovio kao najvažniji bijeli pigment, no u posljednje je vrijeme u tome nadmašen titanijevim dioksidom. Još i danas se mnogo upotrebljava kao pigment za uljene i disperzijske boje zbog sposobnosti stvaranja cinkovih sapuna i neutralizacije kiselih razgradnih produkata iz veziva, zbog apsorpcije štetnog ultraljubičastog zračenja, te zbog svojih fungicidnih svojstava. Najveći je potrošač cinkovog oksida industrija gume (pneumatici), u kojoj se taj spoj upotrebljava za pospješenje vulkanizacije, poboljšanje mehaničkih svojstava, povećanje toplinske vodljivosti gume i za zaštitu od djelovanja ultraljubičastog zračenja. Tako se na primjer cinkov oksid dodaje automobilskim gumama u količini od 3 do 5 %. Valja napomenuti i upotrebu cinkovog oksida u industriji stakla, keramike i emajla, u proizvodnji ljepila (kao punilo), u farmaceutskoj industriji i kozmetici, u tekstilnoj industriji (za smanjenje sjaja tkanina), te u reprodukcijskoj tehnici, u kojoj se primjenjuju njegova poluvodička i fotosenzitivna svojstva.

## Cinkov sulfid
Cinkov sulfid ZnS pojavljuje se u prirodi kao mineral sfalerit, rjeđe kao vurcit. Proizvodi se reakcijom otopine natrijevog sulfida s otopinom neke cinkove soli, obično cinkovog sulfata:
{\displaystyle \mathrm {Zn^{2+}} +\mathrm {SO_{4}^{2-}} +2\,\mathrm {Na^{+}} +\mathrm {S^{2-}} \rightarrow \mathrm {ZnS} +2\,\mathrm {Na^{+}} +\mathrm {SO_{4}^{2-}} }
Kako se takve otopine cinkovih soli dobivaju iz ruda, sadrže i primjese soli različitih metala. Te se primjese moraju iz otopine prije reakcije praktički kvantitativno ukloniti jer su sulfidi ostalih metala obojeni, pa bi inače bijeli cinkov sulfid, onečišćen tim primjesama, bio kao pigment potpuno neupotrebljiv. Stoga se otopina cinkove soli prvo obrađuje plinovitim klorom, pri čemu se uklanjaju željezo i mangan, a zatim se redukcijom pomoću cinkova praha odstranjuju svi još prisutni teški metali plemenitiji od cinka (kadmij, olovo, nikal, kobalt, bakar, srebro i tako dalje). Nakon reakcije s natrijevim sulfidom iz otopine se istaloži cinkov sulfid s prosječnim promjerom čestica oko 0,015 μm. Talog se filtrira, suši i peče na temperaturi 650 °C pri čemu se prosječna veličina čestica poveća na 0,35 μm, što je prijeko potrebno da bi cinkov sulfid poprimio svojstva pigmenata. Kalcirani proizvod se pere razrijeđenom kiselinom da se uklone zaostale soli i ako je slučajno nastao cinkov oksid. Pigment se filtrira, suši, melje i pakuje u vreće. 
Cinkov sulfid ima niži indeks loma svjetlosti od titanijevog dioksida i manje je otporan prema djelovanju kiselina i atmosferilija. Međutim, cijenjen je zbog svojih vrlo dobrih optičkih svojstava, čistoće bijelog tona, postojanosti na svjetlu i zbog povoljnih reoloških svojstava. Zbog toga se cinkov sulfid upotrebljava kao bijeli pigment u proizvodnji plastičnih masa (posebno poliolefina), papira, emajla, tiskarskih boja te boja i lakova za unutarnju upotrebu. U pečenim lakovima pokriva žućkasti ton veziva koji nastaje na visokim temperaturama pečenja, osobito u akrilnim i silikonskim naličima. 

## Litopon
Pod litoponom se razumije bijeli pigment nastao istodobnim taloženjem (koprecipitacijom) cinkovog sulfida i barijevog sulfata. Njihova ekvimolarna smjesa s jednadžbom ZnS∙BaSO4 sadrži, s obizrom na ukupnu masu, 29,4% ZnS i 70,6% BaSO4. Kako optička svojstva te smjese ovise u prvom redu o cinkovom sulfidu, proizvode se i vrste litopona u kojima je njegov maseni udjel mnogo veći (i do 60%). Dakle litopon se proizvodi taložnom reakcijom iz otopine cinkovih soli (cinkov sulfat) i barijevog sulfida:
{\displaystyle \mathrm {Zn^{2+}} +\mathrm {SO_{4}^{2-}} +\mathrm {Ba^{2+}} +\mathrm {S^{2-}} \rightarrow \mathrm {ZnS} +\mathrm {BaSO_{4}} }
Otopina cinkovog sulfata pripravlja se i pročišćuje jednako kao i za proizvodnju pigmenta cinkovog sulfida, dok se barijev sulfid dobiva redukcijom minerala barita koksom. Da bi se proizveo litopon s više cinkovog sulfida (više od 30%), u otopinu se prilikom taloženja dodaje višak cinkovih iona u obliku cinkovog klorida. Istaloženi sirovi litopon kalcinira se na temperaturi oko 700 °C da se postigne potrebna veličina čestica i da proizvod poprimi svojstva pigmenta. U smjesu se prije kalciniranja dodaju i male količine kobaltnih soli koje stabiliziraju cinkov sulfid na visokoj temperaturi tako da on ne posivi. 
Litopon je u upotrebi kao bijeli pigment već više od 170 godina i tek je u zadnje vrijeme potisnut titanijevim dioksidom. Pokrivna mu je moć oko 20% slabija od pokrivne moći titanijevog dioksida, ali naličima daje veću otpornost prema abraziji. Slično kao i za cinkov oksid, kvaliteta litopona označuje se takozvanim pečatima. Maseni udjel cinkovog sulfida u crvenom pečatu iznosi 30%, u zelenom 40%, a u srebrnom 60%, pa se u tom smislu povećava i kvaliteta litopona. Proizvodi se i smjesa litopona i titanijevog dioksida u omjeru ZnS : BaSO4 : TiO2 = 60 : 25 : 15.
Naknadnom površinskom obradom litopon poprima posebna svojstva o kojima ovisi njegova tehnička primjena. Odlikuje se dobrom pokrivnom moći, svjetloćom i čistoćom tona, dobrim reološkim svojstvima, dobro se podnosi sa svim obojenim pigmentima i ne zahtijeva mnogo veziva. To ga čini vrlo cijenjenim bijelim pigmentom u industriji boja i lakova, posebno za temeljne boje, kitove i mase za unutarnju primjenu. Osim togam litopon se mnogo upotrebljava i kao pigment za vanjske i unutarnje disperzijske boje, a manje se primjenjuje u proizvodnji zidarskih boja koje se nanose na žbuku i beton, za pigmentiranje plastičnih masa, u proizvodnji tiskarskih boja, slikarskih boja, kozmetičkih proizvoda i tako dalje. 

## Olovno bjelilo
Olovno bjelilo, Pb(OH)2∙2 PbCO3, bazični olovo(II) karbonat (olovo hidroksid karbonat), jedan je od najstarijih pigmenata, koji je još od grčkog i rimskog klasičnog doba pa sve do 19. stoljeća bio jedini kvalitetan bijeli pigment. Međutim, zbog svoje otrovnosti postao je mnogo manje važan i danas se proizvodi u sve manjim količinama i sve se rjeđe upotrebljava. Tehničko olovno bjelilo kristalni je prah gustoće oko 6 500 kg/m3. Maseni udio olovnog karbonata odstupa ponešto od iznosa što odgovara teorijskoj kemijskoj jednadžbi i iznosi od 62 do 75%. Spoj je netopiv u vodi i alkoholu, ali se otapa u kiselinama i lužinama. Djelovanjem sumporovodika njegova bijela boja tamni zbog stvaranja olovnog sulfida. 
Olovno bjelilo može se proizvesti na više načina. Prema starom, takozvanom holandskom postupku, koji je stoljećima bio u upotrebi, metalno olovo stavljalo se u zemljane posude s razrijeđenom octenom kiselinom. Posude su se zatim zatrpale gnojivom i drugim otpadnim tvarima koje trunu, pa se vrenjem (fermentacijom) razvijala toplina i ugljikov dioksid. Octena se kiselina isparavala i s olovom tvorila olovni acetat, koji je reagirao s ugljikovim dioksidom i stvarao fini bijeli olovni karbonat. Izolirani proizvod bio je vrlo kvalitetan, ali je postupak trajao više tjedana i zahtijevao mnogo ručnog rada. 
Danas se tehničko olovno bjelilo industrijski proizvodi mnogo brže (za nekoliko sati), iako se u načelu radi prema istoj reakcijskoj shemi. Obično se kao sirovina uzima olovni monoksid (olovna gleđa), koji mora biti vrlo čist. Oksid se razmulji vodom, dodaje octena kiselina i uz jako miješanje uvodi ugljikov monoksid, a istaloženi bazični olovo(II)-karbonat odvoji se od vode, suši i melje. 
Olovno bjelilo ističe se čistim tonom i sjajem, velikom moći pokrivanja i prianjanja, te fleksibilnošću. Naliči s olovnim bjelilom vrlo su postojani prema atmosferskim utjecajima i dobra su zaštita od korozije. Zbog toga se olovno bjelilo primjenjuje, iako sve manje, kao pigment u sredstvima za ličenje vanjskih površina, ali se zbog svoje izrazite otrovnosti više ne upotrebljava u lakovima i bojama za ličenje predmeta i ploha u zatvorenim prostorijama. Osim toga, olovno bjelilo služi i kao stabilizator koji povećava toplinsku postojanost vinilnih smola u PVC-u.

## Antimonovo bjelilo
Antimon(III) oksid Sb4O6 može se dobiti prženjem rude antimona uz ograničen pristup zraka ili djelovanjem pregrijane pare na rudu. Međutim, antimon(III) oksid u obliku finog praha, koji može služiti kao pigment (antimonovo bjelilo), proizvodi se oksidacijom rastaljenog metalnog antimona na zraku ili kisiku. Tako dobiveni tehnički proizvod sadrži obično oko 99% antimon(III) oksida uz primjese drugih antimonovih oksida, te oksida željeza, olova, arsena i tako dalje. To je bijeli kristalni prah gustoće od 5 200 do 5 800 kg/m3, koji grijanjem požuti, a hlađenjem opet poprima bijelu boju. Kiseline i alkalije otapaju ga uz stvaranje soli. 
Antimon(III) oksid upotrebljava se u manjem obujmu kao bijeli pigment, većinom u smjesi s titanijevim dioksidom kojemu poboljšava svojstva. Služi i u industriji stakla, keramike i emajla. Međutim, najvažnije je svojstvo antimon(III) oksida da u prisutnosti klora guši plamen i sprječava gorenje. To se svojstvo ispoljuje prilikom izgaranja materijala koji sadrže klorne spojeve i kojima je antimon(III) oksid primiješan ili je na njih nanesen. Zbog toga se on primjenjuje u pripravi sredstava otpornih prema vatri koja služe za ličenje drva i metala. Kao veziva u tim sredstvima služe sintetske smole koje sadrže klor (klorkaučuk, klorirani alkidi, PVC). Osim toga, antimon(III) oksid dodaje se i drugim materijalima (gumi, plastičnim masama, tekstilu) pri izradi proizvoda otpornih prema vatri, što je posebno izraženo u vojnoj industriji (na primjer za negorive cerade i slično).